# Kanton Courpière
Der Kanton Courpière war bis 2015 ein französischer Kanton im Arrondissement Thiers  im Département Puy-de-Dôme und in der Region Auvergne-Rhône-Alpes; sein Hauptort war Courpière, Vertreter im Generalrat des Départements war zuletzt von 1994 bis 2015, zuletzt wiedergewählt 2008, André Wils. 
Der Kanton war 209,15 km² groß und hatte (1999) 8.223 Einwohner, was einer Bevölkerungsdichte von 39 Einwohnern pro km² entsprach. Er lag im Mittel auf 576 Meter über dem Meeresspiegel, zwischen 297 m in Courpière und 1.267 m in Vollore-Montagne. 

## Gemeinden
| Gemeinde            | Einwohner Jahr | Fläche km² | Bevölkerungsdichte | Postleitzahl | Code INSEE |
| ------------------- | -------------- | ---------- | ------------------ | ------------ | ---------- |
| Aubusson-d’Auvergne | 242 (2013)     | –          | – Einw./km²        | 63120        | 63015      |
| Augerolles          | 861 (2013)     | –          | – Einw./km²        | 63390        | 63016      |
| Courpière           | 4322 (2013)    | –          | – Einw./km²        | 63120        | 63125      |
| Olmet               | 153 (2013)     | –          | – Einw./km²        | 63880        | 63260      |
| La Renaudie         | 120 (2013)     | –          | – Einw./km²        | 63930        | 63298      |
| Sainte-Agathe       | 205 (2013)     | –          | – Einw./km²        | 63120        | 63310      |
| Sauviat             | 524 (2013)     | –          | – Einw./km²        | 63120        | 63414      |
| Sermentizon         | 572 (2013)     | –          | – Einw./km²        | 63120        | 63418      |
| Vollore-Montagne    | 304 (2013)     | –          | – Einw./km²        | 63120        | 63468      |
| Vollore-Ville       | 763 (2013)     | –          | – Einw./km²        | 63120        | 63469      |

## Bevölkerungsentwicklung
| 1962  | 1968  | 1975  | 1982  | 1990  | 1999  | 2010  |
| ----- | ----- | ----- | ----- | ----- | ----- | ----- |
| 7.591 | 8.416 | 8.468 | 8.665 | 8.289 | 8.223 | 8.110 |